# Michael Austin
Pour les articles homonymes, voir Austin.
Michael MacKay Austin (né le 26 août 1943 à West Orange) est un nageur américain. Lors des Jeux olympiques d'été de 1964 disputés à Tokyo, il remporte une médaille d'or au relais 4 x 100 m nage libre, battant au passage le record du monde avec Stephen Clark, Gary Ilman et Don Schollander. Il termine également sixième du 100 mètres nage libre durant ces Jeux.

## Palmarès
- médaille d'or au relais 4 x 100 m nage libre aux Jeux olympiques de Tokyo en 1964